# Harold Michelson
Harold Michelson (Nova Iorque, 15 de fevereiro de 1920 — Woodland Hills, 1 de março de 2007) foi um diretor de arte e ilustrador norte-americano.